# 吉田茂承
吉田 茂承（よしだ しげつぐ、1931年10月25日 - ）は、日本のアニメーター、アニメーション演出家、画家。山口県下関市出身。吉田しげつぐ名義での活動もある。

## 略歴
工業高等学校を卒業後、山口県庁の職員を経て上京。
1959年、東映動画（現：東映アニメーション）に入社。『レインボー戦隊ロビン』『魔法使いサリー』などの原画・動画を手掛けた。
1969年、東映動画を退社しAプロダクション（現：シンエイ動画）へ移籍。同プロダクションでは演出家として、東京ムービー作品を中心に活躍した。その後、Aプロを退社し一時東京ムービー新社に籍を置いたが、以降はフリーの演出家として活動。
1980年代は、“TMS少女アニメ路線3部作”（『おはよう!スパンク』『とんでモン・ペ』『レディジョージィ』）のチーフディレクターを歴任した他、『ピーターパンの冒険』などのコンテ・演出も担当した。
現在はアニメーション業界から退いており、水彩画家としても活動している。
趣味は登山。

## 主な参加作品

### 東映動画時代
- アラビアンナイト シンドバッドの冒険（動画）
- レインボー戦隊ロビン（動画）
- 魔法使いサリー（旧）（動画）
- 太陽の王子 ホルスの大冒険（動画）
- 長靴をはいた猫（動画）
- 空飛ぶゆうれい船（動画）

### 東京ムービー時代
- 巨人の星（演出・コンテ）
- アタックNo.1（演出・作画監督）
- ルパン三世 (TV第1シリーズ)（演出助手）
- 赤胴鈴之助（演出）
- 荒野の少年イサム（チーフディレクター）
- はじめ人間ギャートルズ（演出）
- 柔道讃歌（チーフディレクター）
- ガンバの冒険（演出）
- 元祖天才バカボン（演出・コンテ）
- 草原の子テングリ（演出助手)
- おれは鉄兵（演出・コンテ）
- 一球さん（コンテ）
- ルパン三世 (TV第2シリーズ)（演出・コンテ）
- ルパン三世 カリオストロの城（助監督）
- ドラえもん パイロットフィルム（演出・コンテ）
- 日生ファミリースペシャル「二十四の瞳」（監督）
- おはよう!スパンク（チーフディレクター）
- とんでモン・ペ（チーフディレクター）
- レディジョージィ（チーフディレクター）
- ルパン三世 バビロンの黄金伝説（監督）

### 他社
- ピーターパンの冒険（コンテ）